# Tataháza
Tataháza – węgierska miejscowość i gmina w komitacie Bács-Kiskun, w powiecie Bácsalmás w południowej części Wielkiej Niziny Węgierskiej (węg. Dél-Alföld).
Powierzchnia gminy wynosi 26,1 km². Liczba ludności w 2009 wynosiła 1300, a gęstość zaludnienia – 49,8 osób/1 km².